# Koniferylalkohol
Koniferylalkohol är en organisk förening med formeln HO(CH3O)C6H3CH=CHCH2OH. Den är en färglös eller vit fast substans och en av monolignolerna, som produceras via den fenylpropanoida biokemiska vägen. 

## Egenskaper
När koniferylalkohol sampolymeriseras med besläktade aromatiska föreningar bildar den lignin eller lignaner. Koniferin är en glukosid av koniferylalkohol. Koniferylalkohol är en mellanprodukt i biosyntesen av eugenol av stilbenoider och kumarin. Bensoeharts innehåller betydande mängd koniferylalkohol och dess estrar. Det finns i både nakenfröiga växter och blomväxter. Sinapylalkohol och 4-kumarylalkohol, de andra två ligninmonomererna, finns i blomväxter och gräs. 

## Framställning
Koniferylalkohol framställs av koniferylaldehyd genom verkan av dehydrogenasenzymer. 
Det är ett queen retinue feromon (QRP), en typ av honungsbiferomon som finns i mandibulära körtlar.
I Forsythia intermedia befanns ett dirigentprotein styra den stereoselektiva biosyntesen av (+)-pinoresinol från koniferylalkohol. Nyligen (2007) identifierades ett andra, enantiokomplementärt dirigentprotein i Arabidopsis thaliana, som styr enantioselektiv syntes av (−)-pinoresinol.